# Харрингтон, Келли
Келли Энн Харрингтон (англ. Kellie Anne Harrington, род. 11 декабря 1989, Дублин) — ирландская боксёрша, двукратная олимпийская чемпионка в категории до 60 кг (2020 и 2024), чемпионка мира (2018), чемпионка Европейских игр (2023). Призёр чемпионата мира (2016), Европейских игр (2019) и чемпионата Европы (2018) в любителях.

## Любительская карьера
Семикратная победительница национального чемпионата в весовой категории до 69 кг (2010 год), до 64 (2011, 2013, 2014, 2015), до 60 (2017, 2018).
На чемпионате мира 2016 года в Астане, смогла выйти в финал, где уступила китайской спортсменке, и завоевала серебряную медаль.
На чемпионате Европы 2018 года в Софии, сумела стать призёром, завоевав бронзовую медаль чемпионата.
На 10-м чемпионате мира по боксу среди женщин в Индии, в финале, 24 ноября 2018 года, ирландская спортсменка встретилась с Сисонди Судапорн из Таиланда, победила её 3:2 и завершила выступление на мировом первенстве, завоевав золотую медаль турнира.
После победы на Олимпийских играх 2024 года в Париже 34-летняя Харрингтон заявила о завершении карьеры боксёра.